# Lède
Pour les articles homonymes, voir Lède (homonymie).
Pour la dépression entre des dunes, voir Crohot.
La Lède est une rivière française du sud de la France qui coule dans le département de Lot-et-Garonne, en région Nouvelle-Aquitaine. C'est un affluent du Lot en rive droite, donc un sous-affluent de la Garonne.
Sa vallée est classée site naturel dans son ensemble depuis 1999.

## Géographie

### Généralités

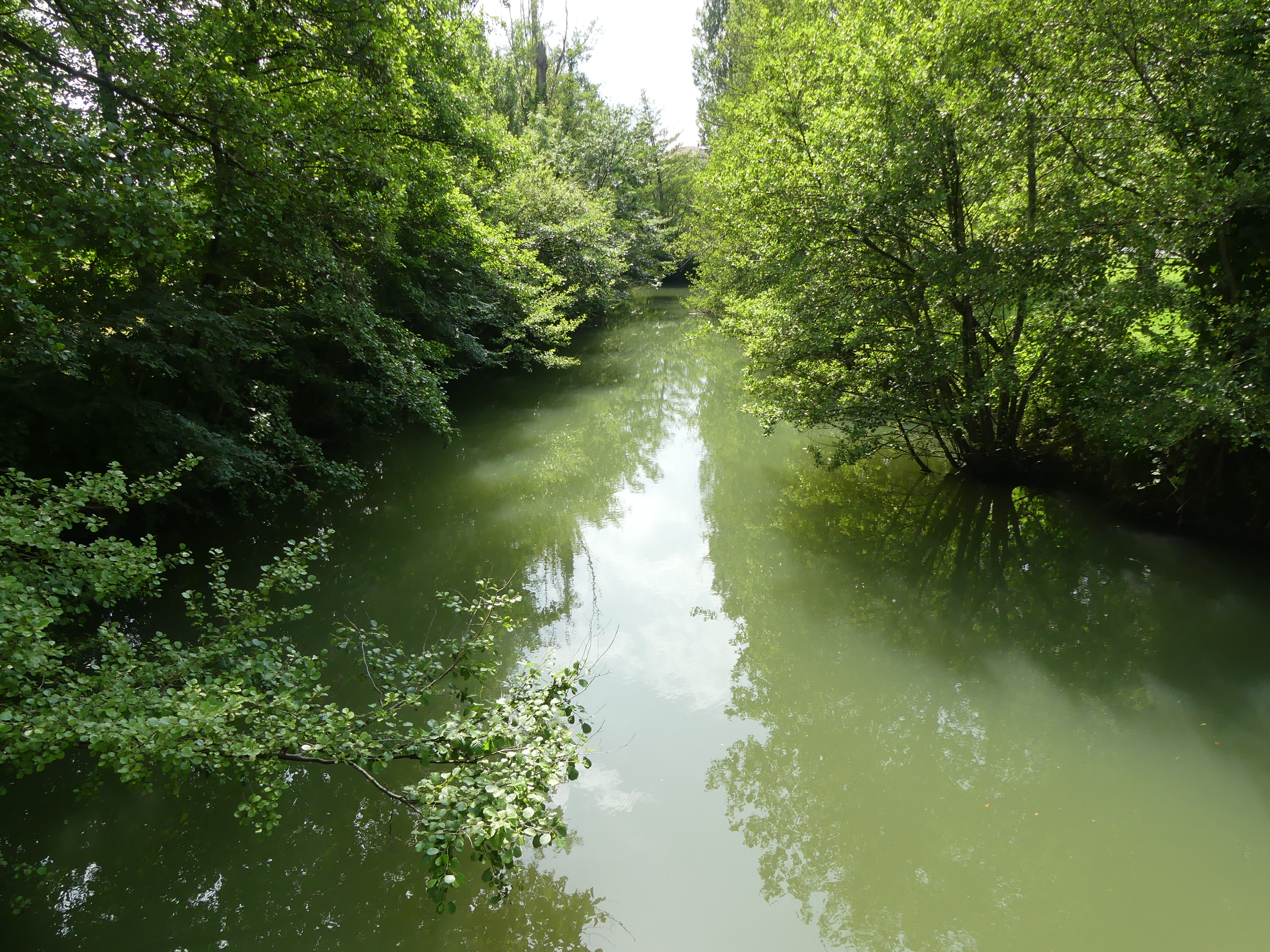
La Lède à Lédat, au lieu-dit Prairies du Lédat.

La Lède prend sa source dans le quart nord-est du département de Lot-et-Garonne, à l'altitude de 201 mètres, au lieu-dit Capoulèze, sur la commune de Blanquefort-sur-Briolance.
Elle prend la direction du sud-ouest sur environ sept kilomètres, passant sous le GR 36 et la route départementale (RD) 426 à l'est du bourg de Lacapelle-Biron, puis sous la RD 150. Elle se dirige ensuite vers le sud sur près de cinq kilomètres et entre dans des gorges profondes par endroits de plus de 100 mètres, recevant sur sa droite le ruisseau de Clairfond, baignant le bourg de Gavaudun à l'ouest et y recevant sur sa gauche le ruisseau de Beldina. Elle prend à nouveau la direction du sud-ouest sur trois kilomètres, passant une deuxième fois sous la RD 150 puis, au sud du bourg de Salles, sous la RD 276. Lors des neuf kilomètres suivants, elle est grossie à gauche par le ruisseau de Lazaygues, passe une troisième fois sous la RD 150 puis sous la RD 417, reçoit en rive gauche le Ligassou puis est franchie par la RD 235 et le GR 636. Elle reçoit à droite le Laussou, est franchie par la RD 272, est grossie en rive droite par le ruisseau de Favier et passe sous la RD 676 et le GR 636. Elle est grossie par le Mille Pois en rive droite et oblique vers le sud sur onze kilomètres. Elle est franchie par les RD 257 puis 124 et reçoit sur sa droite le Cluzelou puis à gauche la Gaube, le ruisseau de Costes, la Leyze et le Malacare. La dernière partie de son cours s’effectue globalement vers l'ouest-sud-ouest, avec de nombreux changements de direction. Elle passe à l'est du bourg de La Sauvetat-sur-Lède, est grossie à gauche par le ruisseau de Marrel, est franchie pour la troisième fois par la RD 676 et reçoit la Mascarde en rive droite. Elle passe sous la route nationale 21, est grossie à droite par le Laslongagnes, contourne le bourg de Lédat par le nord et reçoit à droite l'Aygue Rousse.
Au bourg de Casseneuil, elle passe sous la RD 242, reçoit sur sa droite la Sône et, 250 mètres plus loin, se jette dans le Lot en rive droite, à l'altitude de 39 mètres. Entre Gavaudun et La Sauvetat-sur-Lède, la Lède à de nombreux bras secondaires, dont onze sont répertoriés par le Sandre, le plus long d'entre eux, sur la commune de Monflanquin, mesurant deux kilomètres et demi.
S'écoulant globalement du nord-est vers le sud-ouest, la Lède est longue de 54,13 km. Avec un dénivelé de 162 mètres, sa pente moyenne s'établit à 2,99 mètres par kilomètre.

### Communes arrosées
La Lède traverse ou borde douze communes dans le seul département de Lot-et-Garonne, soit d'amont vers l'aval : Blanquefort-sur-Briolance (source), Lacapelle-Biron, Gavaudun, Salles, Montagnac-sur-Lède, Paulhiac, Monflanquin, Laussou, La Sauvetat-sur-Lède, Villeneuve-sur-Lot, Lédat et Casseneuil (confluence avec le Lot).

### Toponymie
Le nom de la Lède vient de l'occitan Leda apparenté à Loir (de Ledo) et à Lez (de Ledus). Elle a donné son nom à deux communes : Montagnac-sur-Lède et La Sauvetat-sur-Lède.

### Bassin versant
Le bassin versant de la Lède s'étend sur environ 430 km2 : 411 km2 en amont du bourg de Casseneuil, plus une vingtaine de kilomètres carrés pour le bassin versant de la Sône, son affluent le plus en aval.
Il est constitué de neuf zones hydrographiques : « La Lède de sa source au confluent du Beldina (inclus) », « La Lède du confluent du Beldina au confluent du Laussou », « Le Laussou », « La Lède du confluent du Laussou au confluent du Cluzelou », « Le Cluzelou », « La Lède du confluent du Cluzelou au confluent de la Leyze », « La Leyze », « La Lède du confluent de la Leyze au confluent de la Mascarde (incluse) » et « La Lède du confluent de la Mascarde au confluent du Lot ». Elle en tangente deux autres à sa confluence avec le Lot : « Le Lot du confluent du Cagueneux au confluent de la Lède » et « Le Lot du confluent de la Lède au confluent du Pic ». Ces onze zones hydrographiques sont parties intégrantes du bassin DCE beaucoup plus étendu « La Garonne, l'Adour, la Dordogne, la Charente et les cours d'eau côtiers charentais et aquitains ».
Outre les douze communes arrosées par la Lède, le bassin versant en concerne dix-neuf autres, dont plusieurs dans le département de la Dordogne : 
- Boudy-de-Beauregard, Cancon, Lougratte et Saint-Eutrope-de-Born, arrosées par le Cluzelou[5] ;
- Biron, Dévillac et Vergt-de-Biron arrosées par le Laussou[6] ;
- Condezaygues, Lacaussade, Monségur, Saint-Aubin et Savignac-sur-Leyze arrosées par la Leyze[7] ;
- Beaugas, Pailloles et Saint-Pastour arrosées par la Sône[8] ;
- Soulaures arrosée par le ruisseau de Clairfond[9] ;
- Castelnaud-de-Gratecambe arrosée par la Mascarde[10] ;
- Saint-Étienne-de-Villeréal où la Gardonne prend sa source[11], affluent du Cluzelou ;
- Montaut arrosée par le ruisseau Lataste[12], affluent de la Gardonne.

## Affluents et nombre de Strahler
La Lède a onze bras secondaires et 41 affluents contributeurs,,,,,, dont douze dépassent cinq kilomètres de longueur :
- le Cluzelou : 13,51 km[5] ;
- le Laussou : 13,36 km[6] ;
- la Leyze : 12,90 km[7] ;
- la Sône : 8,92 km[8] ;
- le ruisseau de Clairfond : 8,43 km[9] ;
- la Mascarde : 8,17 km[10]
- l'Aygue-Rousse : 7,66 km[17] ;
- le Malacare : 7,14 km[16] ;
- le ruisseau de Beldina : 5,85 km[18] ;
- le ruisseau de Marrel : 5,45 km[19] ;
- le Mille Pois : 5,30 km[20] ;
- la Gaube : 5,03 km[21].

Le ruisseau Lataste et le ruisseau du Roc sont deux sous-affluents du Cluzelou, lui-même affluent de la Lède ; ces deux ruisseaux ont respectivement un et deux affluents. De ce fait, La Lède a un nombre de Strahler de cinq.

## Hydrologie
La Lède est une rivière peu abondante et fort irrégulière, comme la plupart des affluents de plaine du Bassin aquitain central.

### La Lède à Casseneuil

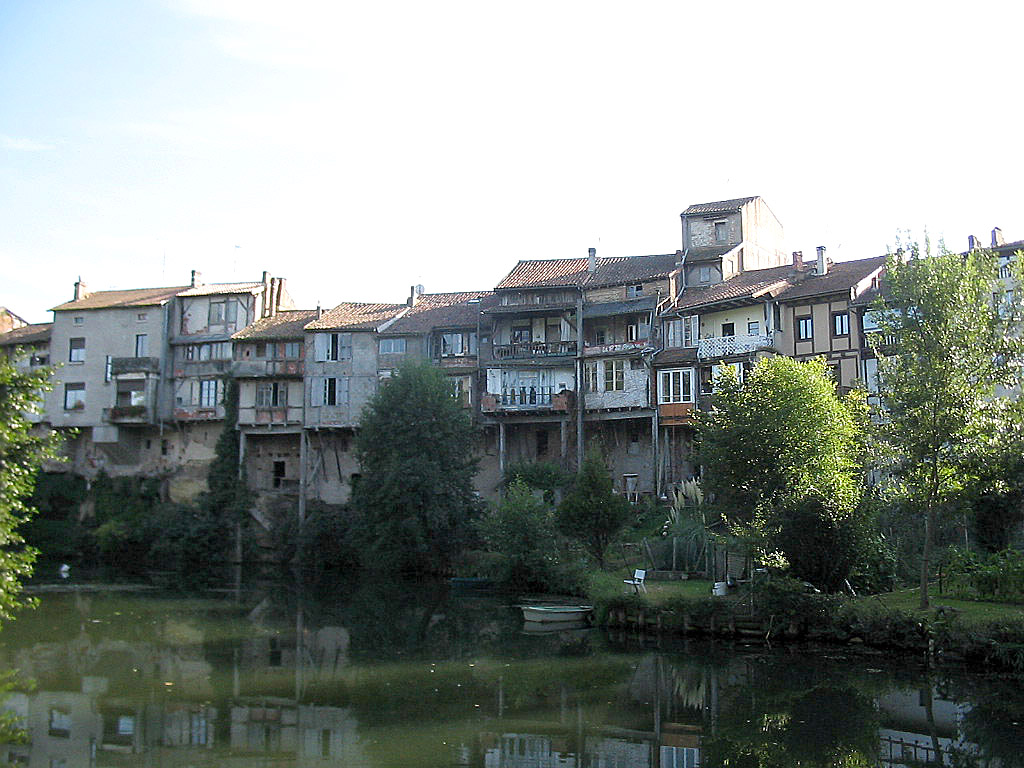
La Lède à Casseneuil.

Son débit a été observé durant une période de 54 ans (1970-2024), à Casseneuil, localité du département de Lot-et-Garonne située au niveau de son confluent avec le Lot. La station hydrométrique est située en amont du bourg, au niveau du barrage, près du lieu-dit les Moulins. La surface étudiée, 411 km2, soit environ 95 % du bassin versant de la rivière, ne tient donc pas compte de la Sône — affluent le plus en aval de la Lède — et de son bassin versant.
Le module de la rivière à Casseneuil est de 2,19 m3/s.
La Lède présente des fluctuations saisonnières de débit bien marquées, avec des hautes eaux d'hiver-printemps portant le débit mensuel moyen à un niveau situé entre 2,54 et 5,37 m3/s, de décembre à avril inclus (avec un maximum net en février). Dès le mois de mars cependant, le débit moyen de la rivière baisse progressivement, et cette baisse se poursuit jusqu'à la période des basses eaux. Celles-ci ont lieu en été et au début de l'automne, de juillet au début d'octobre, entraînant une baisse du débit moyen mensuel allant jusqu'à 0,326 m3/s au mois d'août. À partir du mois d'octobre le débit remonte rapidement. Cependant les fluctuations de débit sont plus prononcées sur de plus courtes périodes et selon les années.

### Étiage ou basses eaux
À l'étiage, le VCN3 peut chuter jusque 0 m3/s, en cas de période quinquennale sèche, le cours d'eau étant alors à sec.

### Crues
Les crues, quant à elles, peuvent être importantes, compte tenu de la taille moyennement élevée du bassin versant de la rivière. Les QIX 2 et QIX 5 valent respectivement 27,6 et 38,5 m3/s. Le QIX 10 est de 45,7 m3/s et le QIX 20 de 52,6 m3/s, tandis que le QIX 50 se monte à 61,6 m3/s.
Le débit instantané maximal enregistré à la station hydrométrique de Casseneuil durant cette période, a été de 100 m3/s le 1er juillet 1977, tandis que la valeur journalière maximale était de 84,4 m3/s le 14 décembre 1981. En comparant la première de ces valeurs à l'échelle des QIX de la rivière, il apparaît que cette crue était nettement supérieure à la crue cinquantennale définie par le QIX 50, et donc très exceptionnelle.

### Lame d'eau et débit spécifique
La Lède est une rivière médiocrement abondante. La lame d'eau écoulée dans son bassin versant est de 168 millimètres annuellement, ce qui est largement inférieur à la moyenne d'ensemble de la France (320 millimètres par an), et aussi bien sûr à celles des bassins de la Garonne (384 millimètres par an) et du Lot (446 millimètres par an). Le débit spécifique de la rivière (ou Qsp) se monte à 5,3 litres par seconde et par kilomètre carré de bassin.

## Environnement

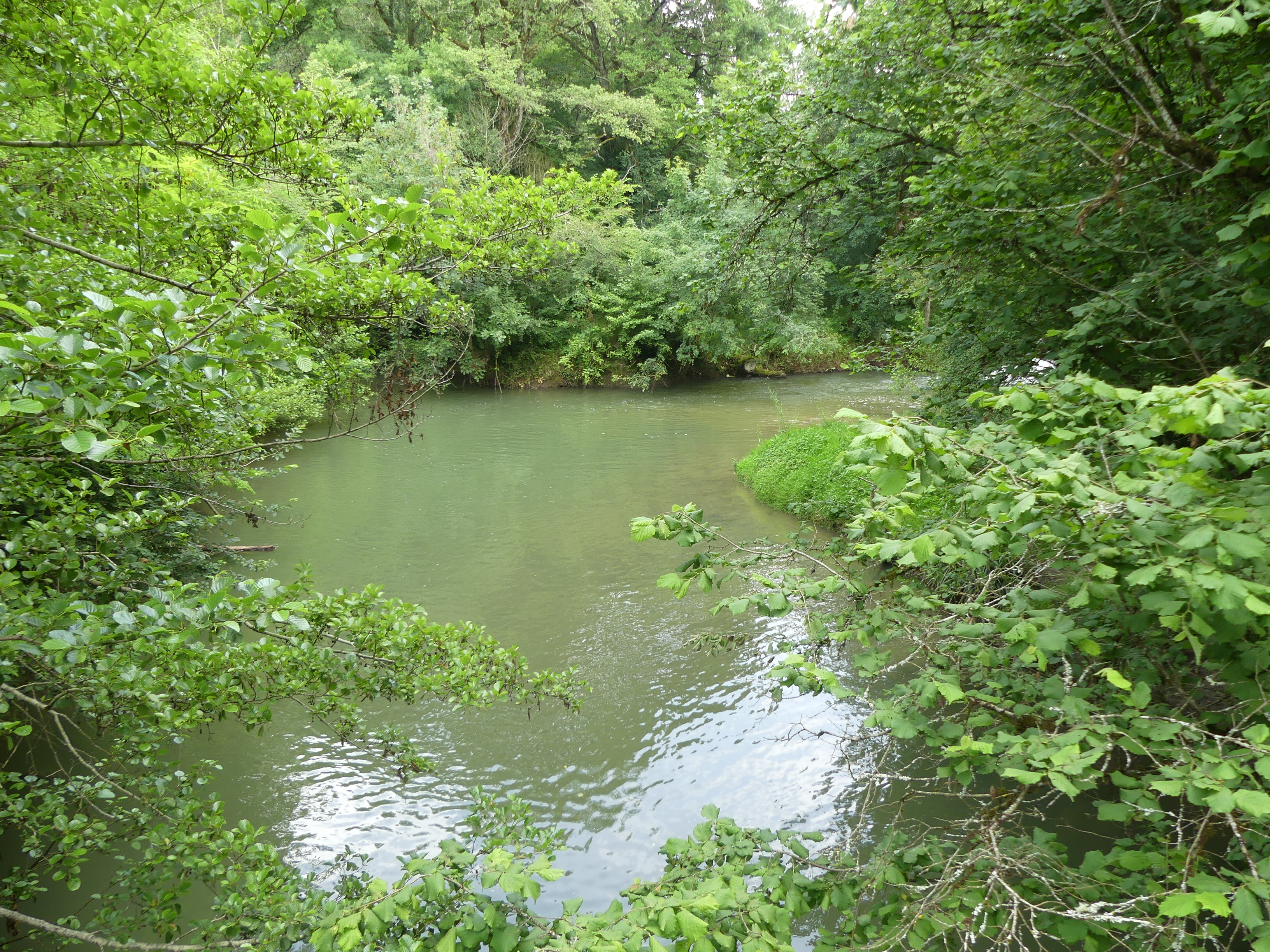
La Lède au nord du lieu-dit Cendrous, en limite de Lédat (à gauche) et Casseneuil (en rive opposée).

trois zones naturelles d'intérêt écologique, faunistique et floristique (ZNIEFF) concernent les vallées de la Lède, de la Leyze, du Laussou et de plusieurs de leurs affluents.
La Lède fait partie de la ZNIEFF de type 2 « vallées de la Lède, de la Leyze et du Laussou »,, dans laquelle ont été répertoriées seize espèces végétales déterminantes, ainsi que 62 espèces animales (non déterminantes) et 206 autres espèces végétales.
À l'intérieur de cette première ZNIEFF se trouvent trois ZNIEFF de type 1 :
- les « prairies humides des vallées de la Lède, de la Leyze et du Laussou » sur onze communes[28],[29]. Cinq espèces déterminantes de plantes y ont été recensées ainsi que six espèces (non déterminantes) d'animaux et trente autres espèces végétales[30] ;
- la « vallée de la Lède de Saint-Avit à Gavaudun », presque intégralement sur la commune de Gavaudun, avec une toute petite zone sur celle de Lacapelle-Biron[31],[32]. Une espèce déterminante de coléoptères et sept espèces déterminantes de plantes y ont été recensées ainsi que 39 autres espèces animales et 97 autres espèces végétales[33] ;
- les « coteaux de la Leyze », sur cinq communes[34],[35]. Neuf espèces déterminantes de plantes y ont été recensées ainsi que 46 autres espèces végétales[36].

## Patrimoine
- Le château de Biron ;
- les moulins sur la Lède (540 moulins répertoriés)[37] ;
- le château de Gavaudun ;
- le musée Bernard-Palissy à Saint-Avit, hameau entre Gavaudun et Lacapelle-Biron.